# 白居寺
白居寺，藏语称“班廓曲德”（藏語：དཔལ་ཆོས་དགོན།，威利转写：dpal 'khor chos sde），位于中國西藏自治区日喀则市江孜县江孜镇，是一座藏传佛教萨迦派、夏鲁派、格鲁派共存的寺院。

## 历史

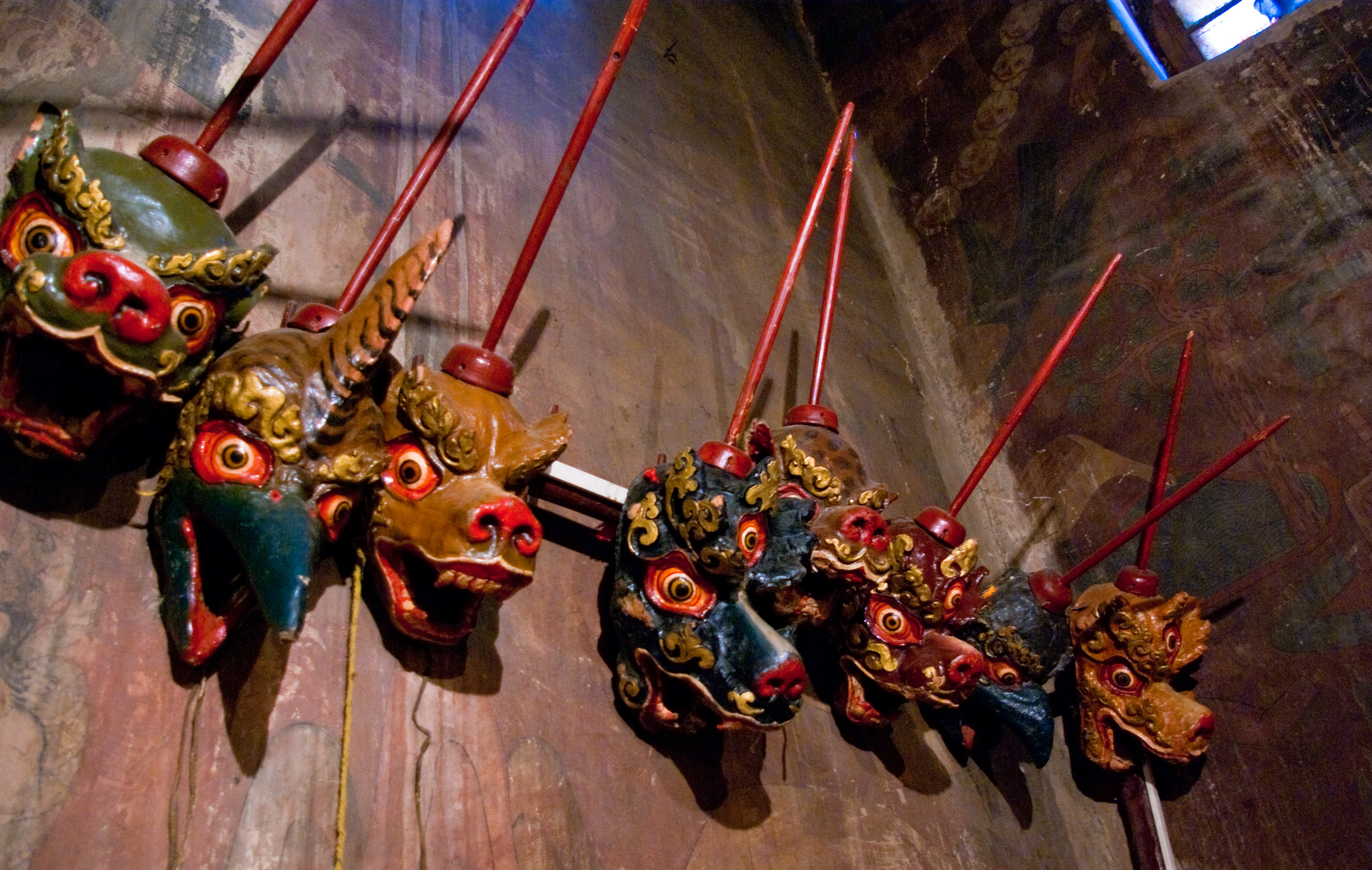
白居寺收藏的跳神用的面具

白居寺位于日喀则市江孜县境内，地处江孜县驻地江孜镇西北方向的宗山脚下，南、北、东三面环山，寺院四面临水。
白居寺，藏语称“班廓曲德”，意为“吉祥轮胜乐大寺”，通常简称“吉祥轮寺”，汉文“白居寺”即此藏语简称的音译。白居寺创建于15世纪中叶的前半期（1418年至1436年）。因为历史悠久，精美的建筑保留完整，宗教价值特别，寺院塔内保存有完好且数量很多的精美壁画及造像，故于1998年被列为第四批全国重点文物保护单位。
白居寺由寺院、吉祥多门塔、扎仓、围墙组成，为明代建筑。江灵敏度法王绕丹贡桑帕和一世班禅克珠杰共同主持兴建了该寺。克珠杰（1386年－1438年）早年随萨迦派仁达哇等高僧学习佛法，很快成为精通五明的佛学大师。1413年，绕丹贡桑帕（1389年－1442年）为在江孜地区弘传佛教，乃邀请克珠杰到江孜主持教务，并且将江孜庄园与上部城堡两地辟为建寺用地，于1418年藏历6月2日动工兴建，1425年藏历2月14日竣工。该寺为三层平顶藏式建筑，平面为坛城模型，由大殿、法王殿、护法神殿、金刚界殿、罗汉殿、道果殿、无量宫殿、转经回廊等建筑组成。

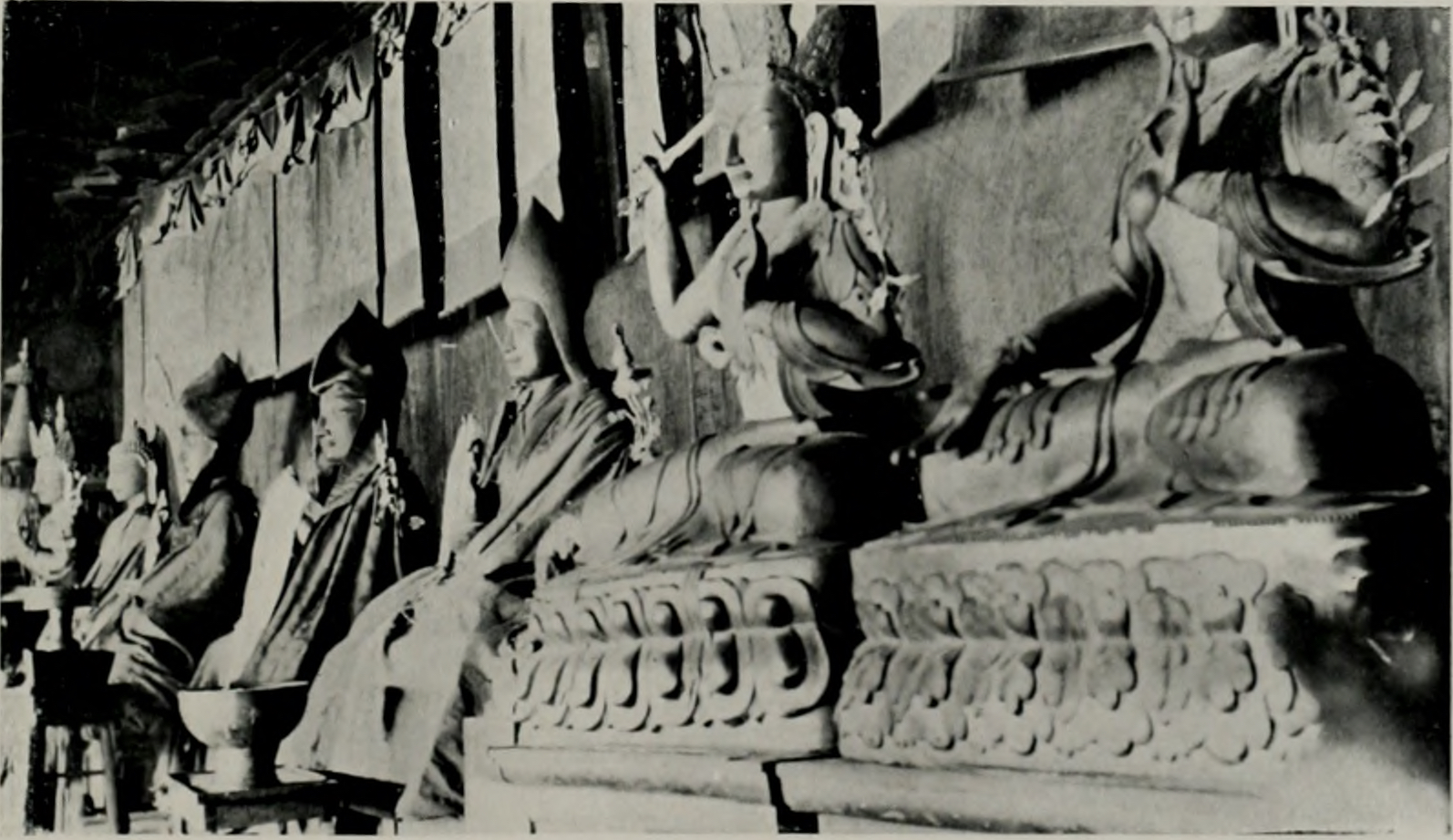
1904年白居寺佛像。

1904年木龍年戰爭中，英军攻占江孜宗山后，又攻占白居寺。據路透社特派員亨利·紐曼報導，英軍在江孜市場中購買江孜地毯，白居寺的喇嘛也將寺中佛像、幢幡拿來賣給英軍。中國大陸稱占领白居寺的英军，抢劫了该寺大量文物、藏经等等，并且将佛堂改为食堂，在转经筒上钉钉子改为食品输送带。经过战斗，英军占领了整个江孜。
1957年3月2日，十四世达赖和十世班禅分别在江孜白居寺和日喀则扎什伦布寺参加庆贺藏历新年典礼。1959年藏區騷亂之前，白居寺有僧人1500余名，由格鲁派僧人主持寺院管理，白居寺的寺院总堪布由色拉寺藏巴康村派遣。1977年，中国政府拨出专款全面维修白居寺。修复部分于1979年12月开放。
21世纪初，政府批准的白居寺僧人编制80名，其中格鲁派编制40名、萨迦派编制20名、夏鲁派编制20名；实有僧人76人，其中归属格鲁派者43人、归属萨迦派者21人、归属夏鲁派者12人。

## 宗教活动

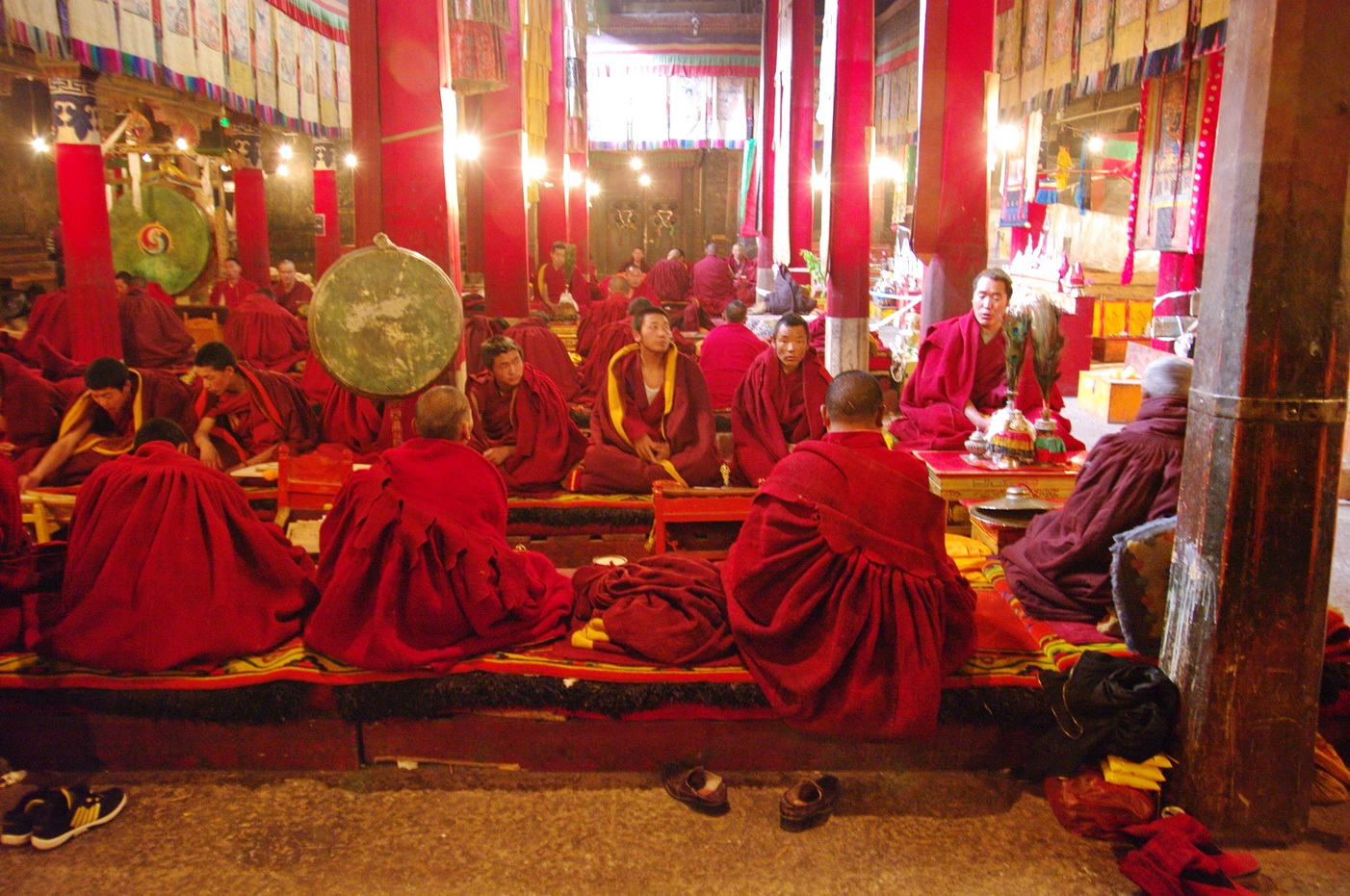
白居寺僧众

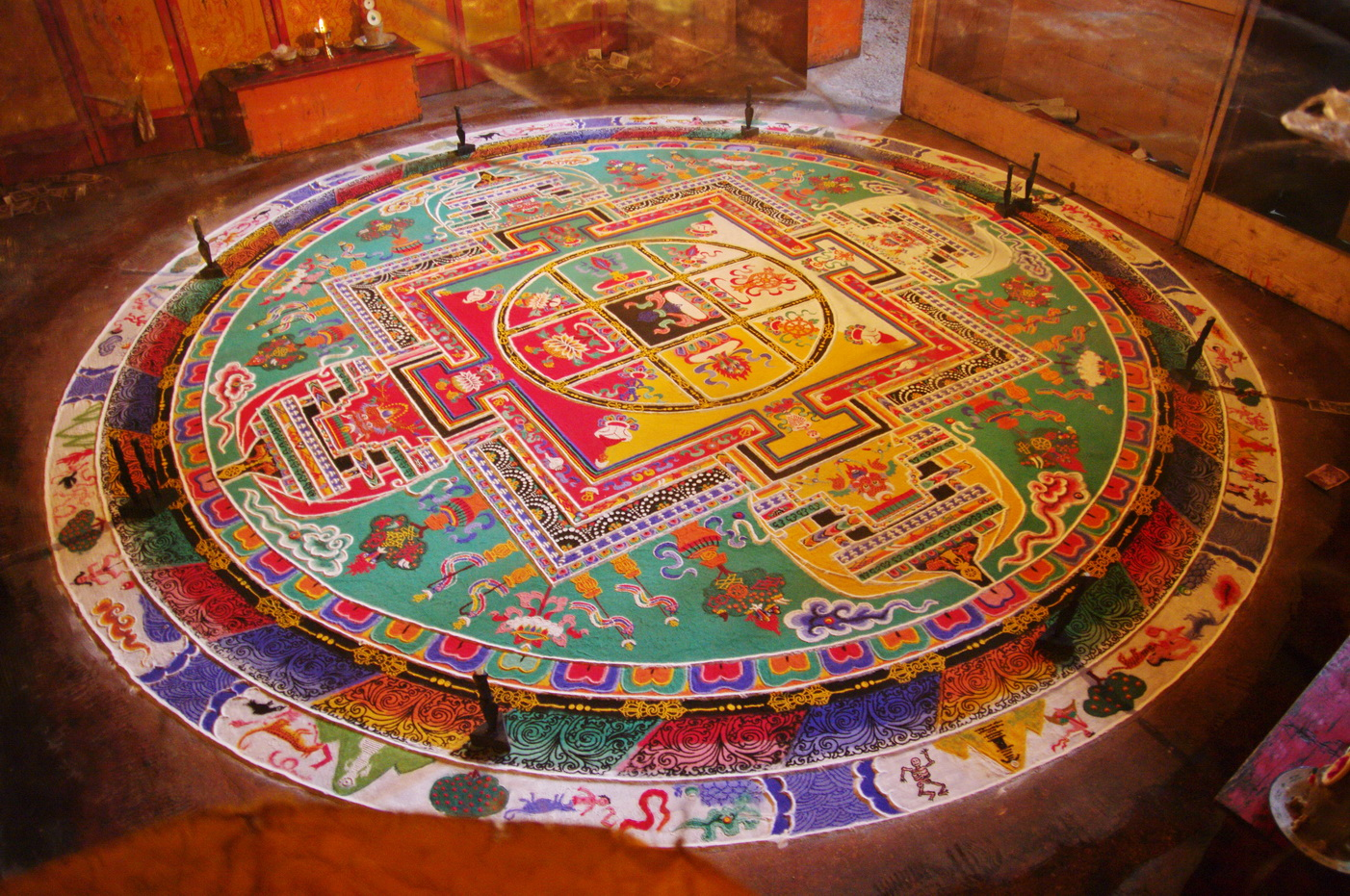
白居寺内的坛城

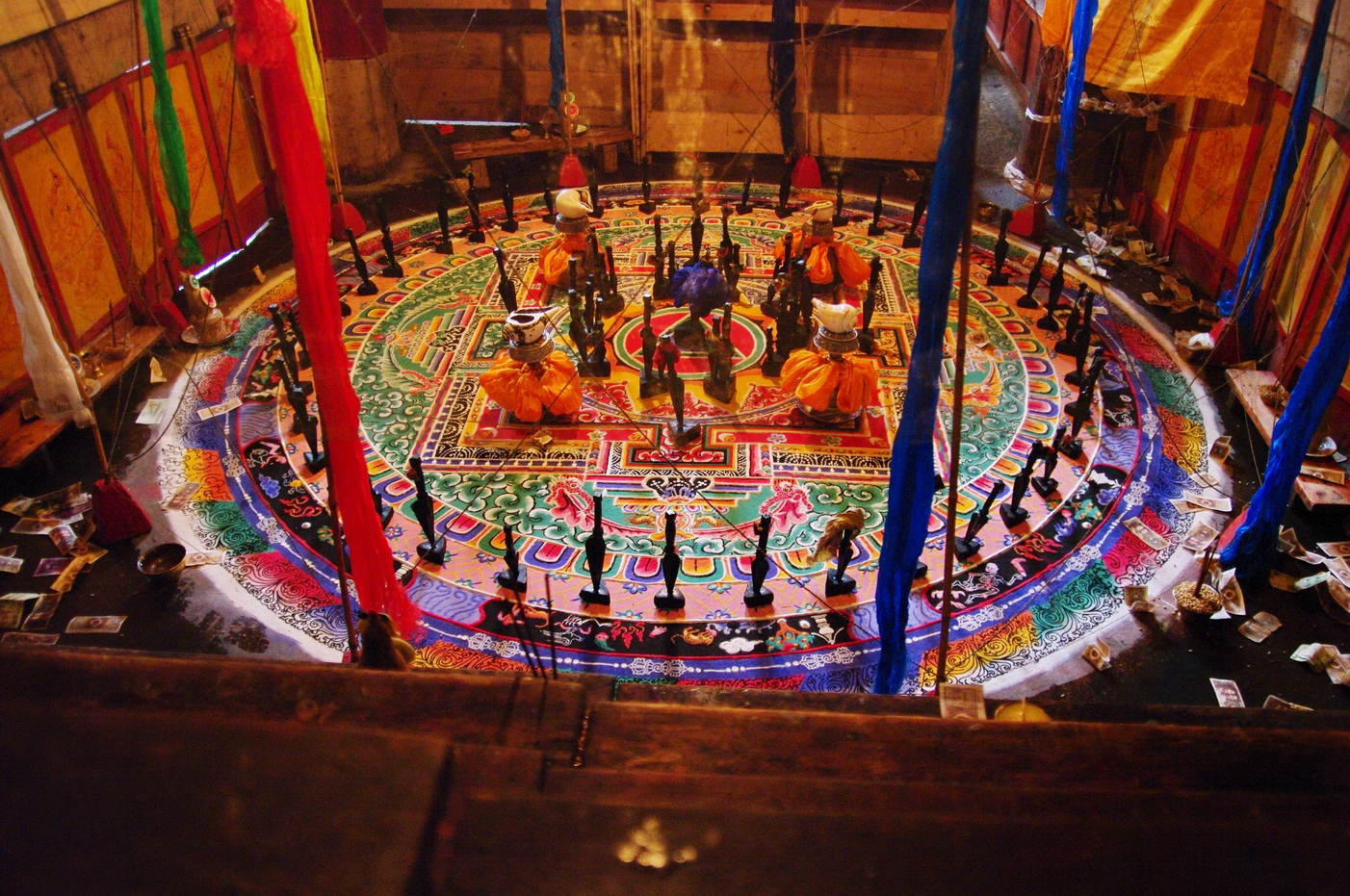
白居寺内的坛城

白居寺格鲁派、萨迦派、夏鲁派除在大经堂举办集体大型法会外，还在各自宗派的扎仓举办各种宗教仪式。21世纪初，大经堂及各个扎仓举办的宗教仪式主要包括：
- 大经堂内的宗教仪式
  - 日常宗教仪式：
    - 早课：6：30—9：30，藏历每月8日、10日、15日、25日、30日，集体念诵加行法（Sbyor chos）、入菩萨行（Spyodvjug）。
    - 午课：13：00—15：00，举办菩提道次第、药师佛、上师供养等等仪轨。
    - 晚间：一般不举办宗教仪式。
    - 誦经：除固定的宗教仪式外，白居寺僧众还有在大经堂诵读《般若经》、《甘珠尔》部的宗教仪轨。

  - 全寺大型宗教仪式：
    - 藏历1月8日至15日，举行祈愿大法会。
    - 藏历5月8日至15日，举行药师佛大法会。
    - 藏历6月15日至7月30日，全白居寺僧众坐夏安居，其间举行度母供养（Sgrol Mavi Mchod Pa）、道次第甘露心（Lam Rim Bdlld Rstis Rnying Po）等宗教仪式。
    - 藏历9月22日，举行降佛法事仪轨。
    - 藏历11月25日，举行朵嘛（gtor ma）仪轨，主要将该寺旧年的朵嘛供品全都更换成新年的新朵嘛供品。
- 各个扎仓内的宗教仪式
  - 格鲁派扎仓：
    - 藏历4月—18日，举行大威德（Vjigs Byed）密法仪轨，其间绘制大威德坛城。
    - 藏历10月25日，举行甘丹阿却（Dgav Ldanl nga Mchod，纪念宗喀巴圆寂日），即燃灯节，通常在晚间点燃酥油灯供佛。

  - 萨迦派扎仓：
    - 藏历4月—18日，举行金刚橛（Rdo Rje Phur Ba）密法仪轨，其间绘制金刚橛坛城。
    - 藏历6月4日，举行佛转轮法会，金刚橛法会。

  - 夏鲁派扎仓：
    - 藏历4月—18日，举行阿閦佛（Mu Vkhr ugs Pa）密法仪轨，其间绘制阿閦佛坛城。
    - 藏历6月2日至27日.举行布敦大师圆寂纪念法会（Bu Ston SDUs Mchod）。[1]

## 建筑
白居寺的主要建筑有：
- 措钦大殿：高三层。[2]

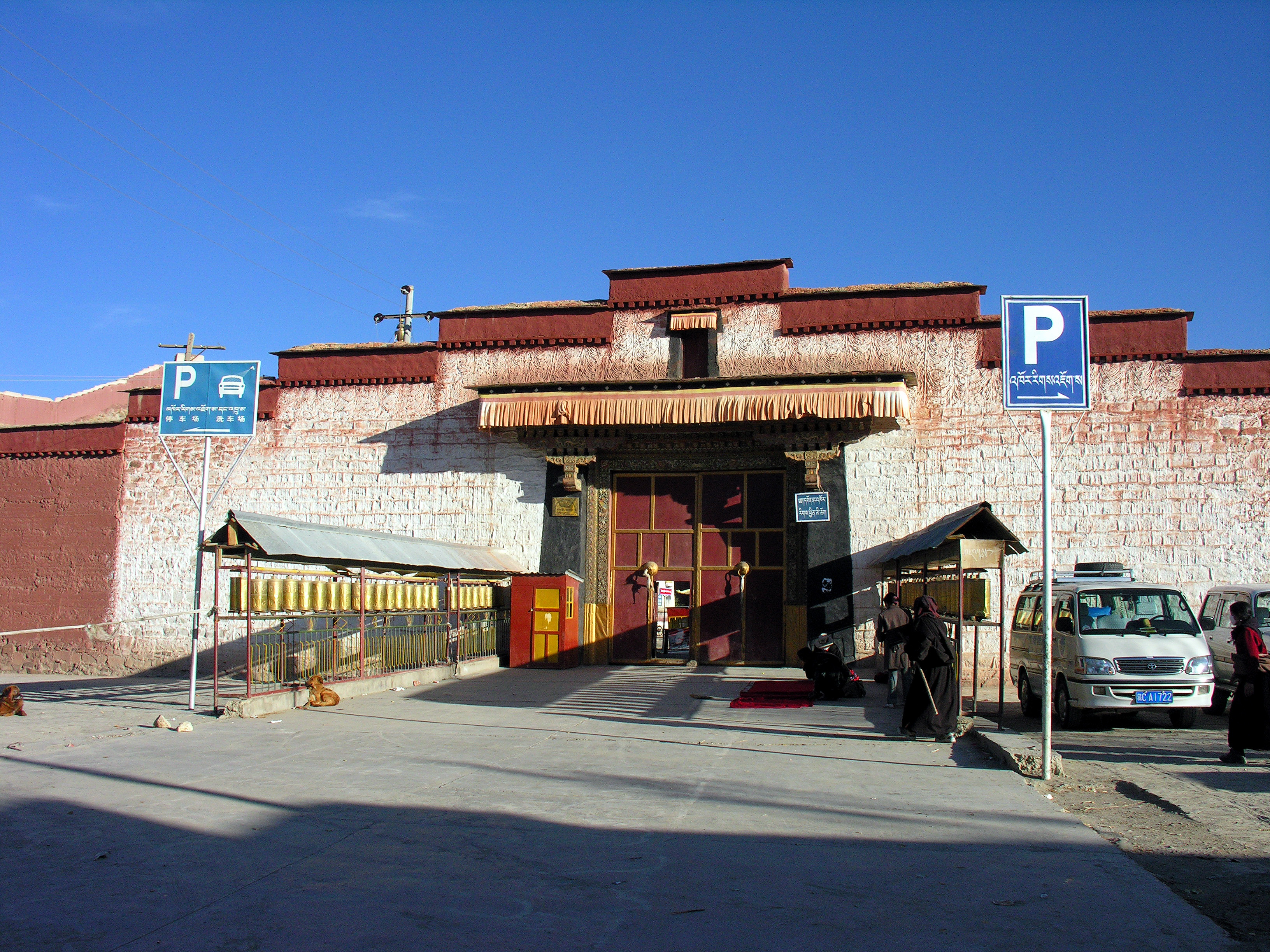
白居寺大门

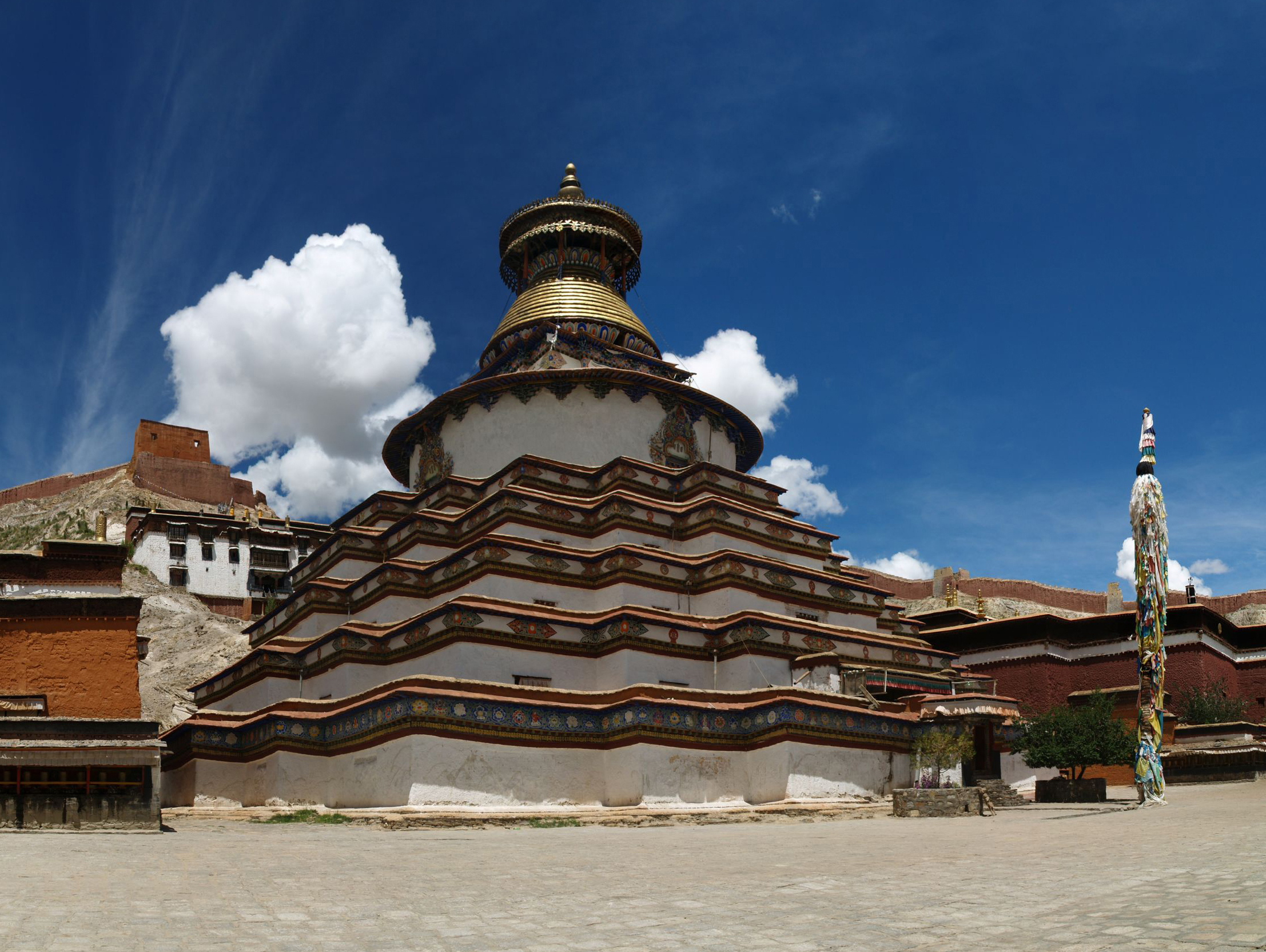
吉祥多门塔

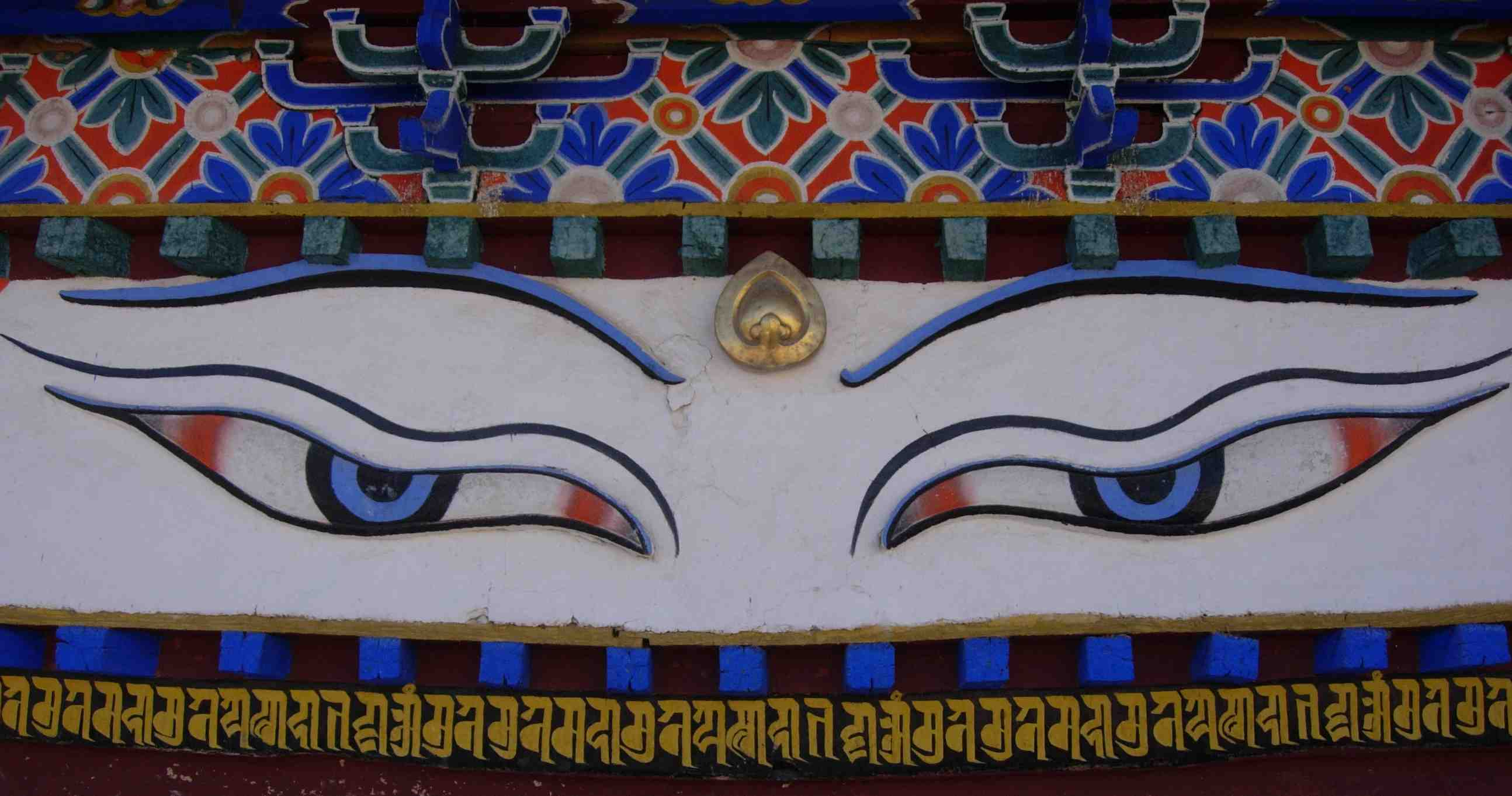
吉祥多门塔塔瓶内佛殿门楣上的湿婆神的慧眼

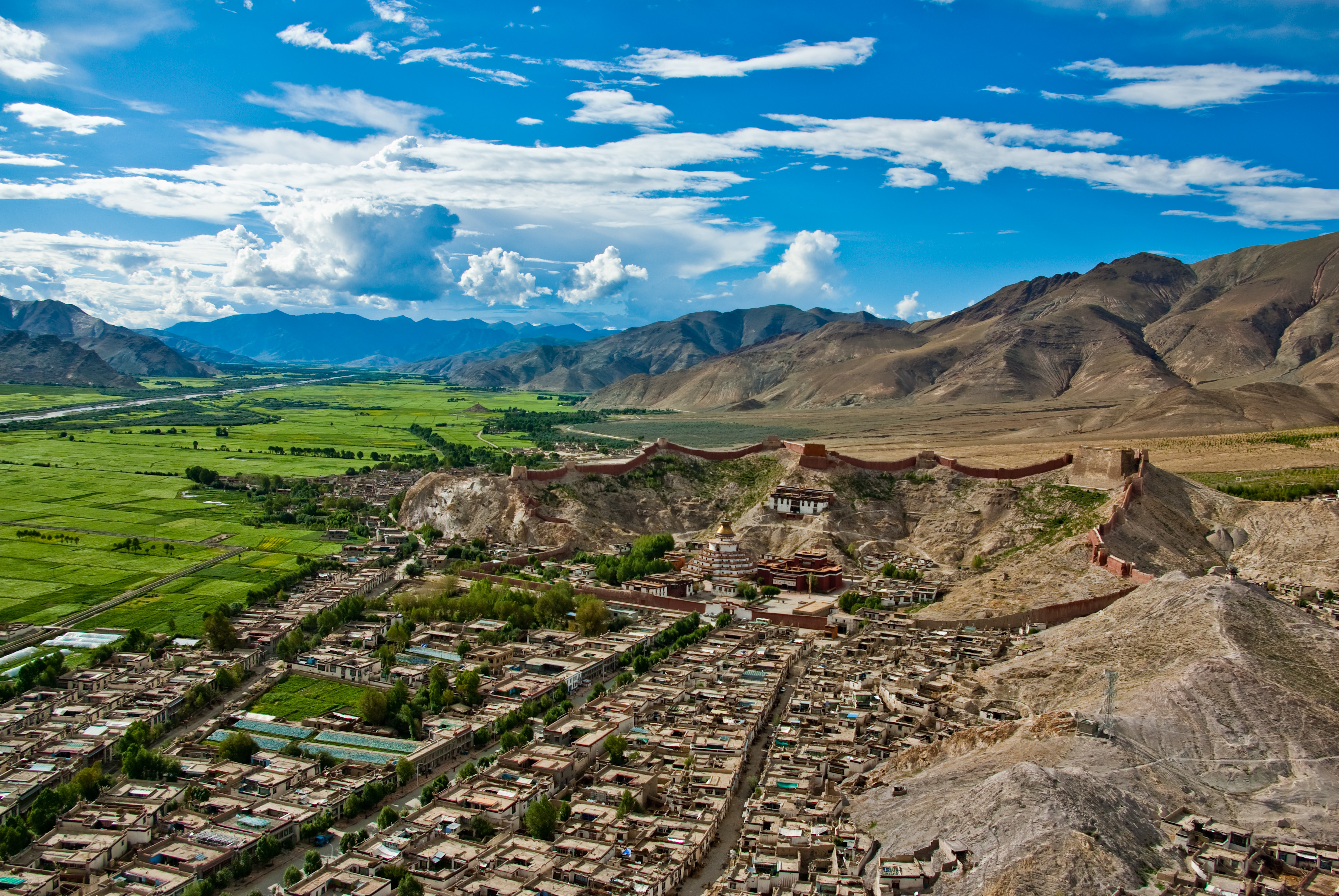
远眺白居寺

  - 措钦大殿底层：底层主要为大经堂，有48根柱，立柱上悬挂有许多古老的丝织唐卡。殿内北面左墙有一尊高8米的释迦牟尼铜像，据传是以1.4万公斤黄铜铸造；北为觉康正殿，供奉三世佛铜像。其两侧另有东、西净土殿，殿内的塑像风格不同，融合藏传佛教萨迦派、格鲁派、噶举派艺术风格。
  - 措钦大殿二层：二层主要为拉基大殿，白居寺最高级别的“拉基会议”便在此召开。该殿周围有数座佛殿，其中北面的罗汉殿内有苦行山悬崖，上面塑有小庙、飞禽、走兽和十八罗汉塑像。
  - 措钦大殿三层：三层主要为夏耶拉康，殿内有坛城壁画、有六菱圆形的莲花藻井。寺内藏有许多佛像、唐卡、壁画、法器、佛经等文物，包括用金粉书写的大藏经，每部有111卷；用明清时期中国内地生产的缂丝、刺绣、织锦等丝织缝制的藏戏服装，约有100件。[2]
- 吉祥多门塔：又称“十万见闻解脱大塔”，简称“白塔”，又称“白居塔”。该塔始建于1414年，用十年时间完工，消耗工日百余万。该塔高9层，高42.4米，由塔幢、覆盆、塔腹、塔基等部分组成。全塔上小下大，开有108个门，辟有佛殿76间，门楣饰有精美的飞龙、象、狮的浮雕，殿内藏有各种佛像，总计有十万多尊佛像及近千幅壁画，故此塔又称“十万佛塔”。该塔与白居寺为13至15世纪后藏地区寺塔辉映的典范。[2]据传说，该塔是依照觉囊寺的通卓钦摩大佛塔建造的。[8]
  - 塔座：占地面积2200平方米，四面八角形，五层。塔内底层有佛殿20个：法轮殿、摩利支天殿、金刚手殿、清净殿、回遮殿、净土殿、叶衣佛母殿、马头明王殿、不动明王殿、星曜佛母殿、燃灯佛殿、增禄佛母殿、持梃护法殿、大力明王殿、幢顶臂严佛母殿、兜率宫殿、多闻天殿、八大觧脱殿、护法神殿、尊胜佛母殿；塔内五层有佛殿4个：北无量宫殿、西无量宫殿、南无量宫殿、东无量宫殿。五层以下的殿内的壁画及泥塑以金刚护法为主，但也有度母像；五层供奉祖师泥塑像。
  - 塔瓶：五层塔座上面为圆形塔瓶。塔瓶中部设有一层小佛殿，四面门楣上绘制3米长的湿婆神的慧眼。这第六层佛殿内中央供奉三世佛，两侧为弟子塑像。
  - 塔顶：是锥形十三天，用铜皮包裹。[2]
- 扎仓、佛殿等建筑：以措钦大殿及吉祥多门塔为中心，分布着许多扎仓及佛殿等建筑：古巴扎仓、琴各洛扎仓、洛布干扎仓、德瓦金扎仓、赛贡扎仓、四刚王马扎仓、仁定扎仓、顿各洛扎仓、拉刚扎仓、杰布久扎仓、翁卡扎仓、西乃扎仓、列珠扎仓、长米切扎仓、康萨扎仓、拉乌扎仓、下琴巴扎仓等17个扎仓，马林、荣康、甘登、凯居、巴久等佛殿，以及僧居、扎厦等建筑，总平面呈现椭圆形。扎仓中的洛布干扎仓、长米切扎仓、拉刚扎仓建筑年代最早，仁定扎仓、西乃扎仓、四刚王马扎仓、琴各洛扎仓的建筑规模最大。17座扎仓分别隶属藏传佛教格鲁派、夏鲁派、萨迦派，其中属格鲁派最多，有扎仓7个。[2][1]另一种统计称，白居寺原有16座扎仓，其中格鲁派拥有8个扎仓，萨迦派拥有4个扎仓，夏鲁派拥有4个扎仓；16个扎仓中又有4大扎仓，其中格鲁派拥有2大扎仓，萨迦派和夏鲁派分别拥有1大扎仓。21世纪初，扎仓仅剩下3个扎仓，即格鲁派、萨迦派、夏鲁派分别拥有1个扎仓。[1]白居寺各教派共处一寺，这种情况在西藏其他寺院较为罕见。[2][1]

## 壁画
白居寺壁画题材有显宗、密宗、历史人物三类。

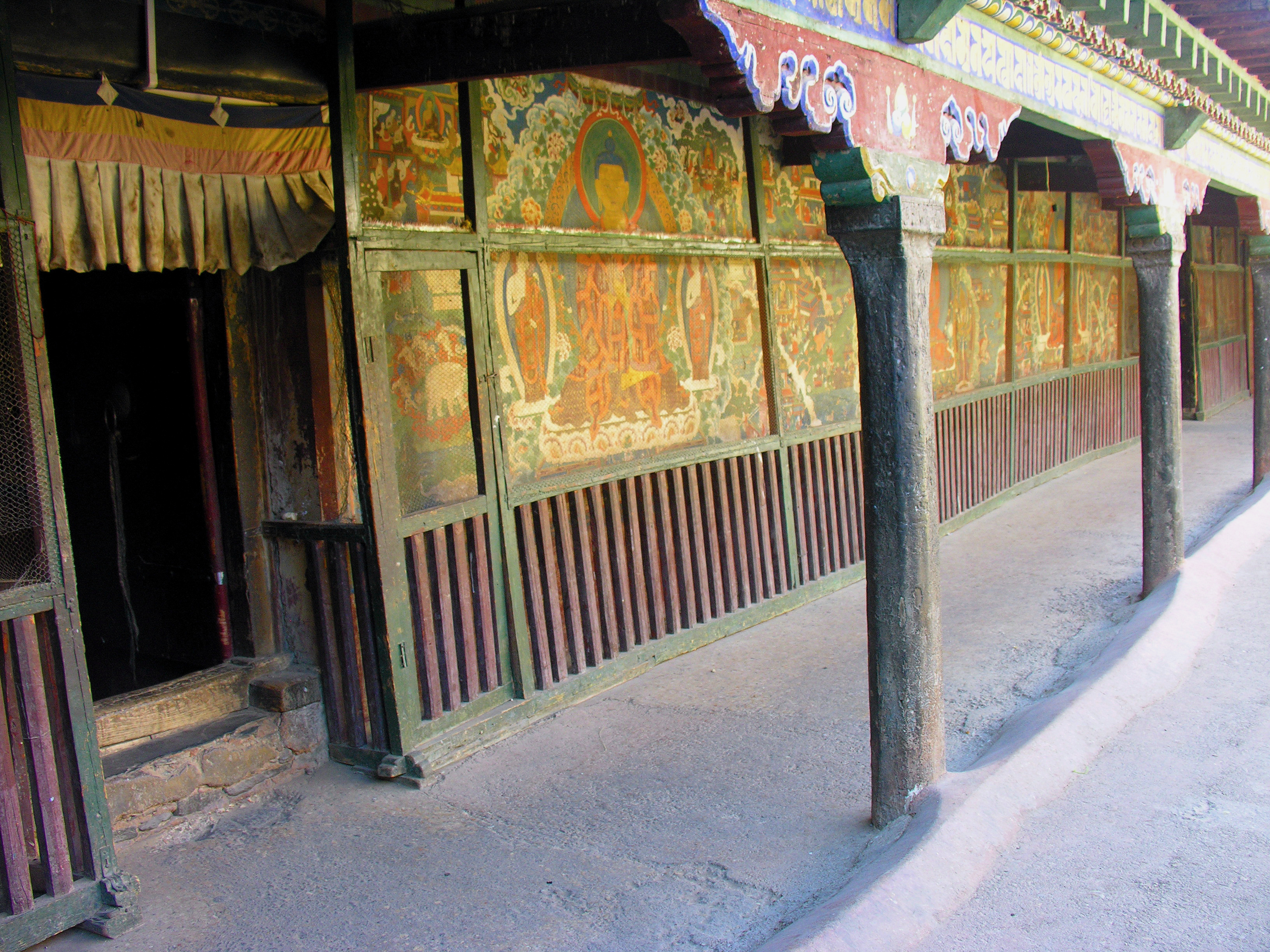
白居寺壁画

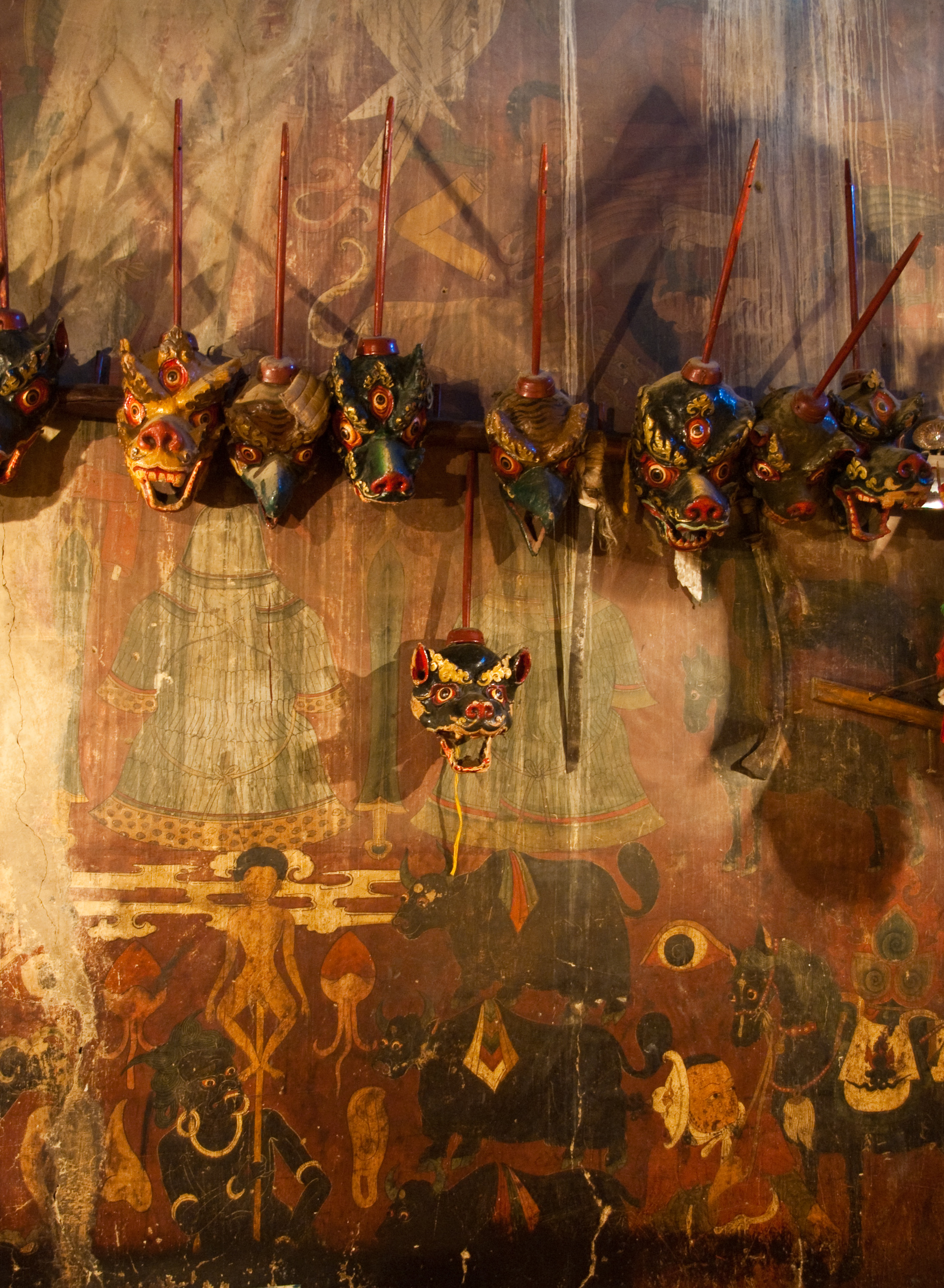
白居寺收藏的跳神面具及背后的壁画

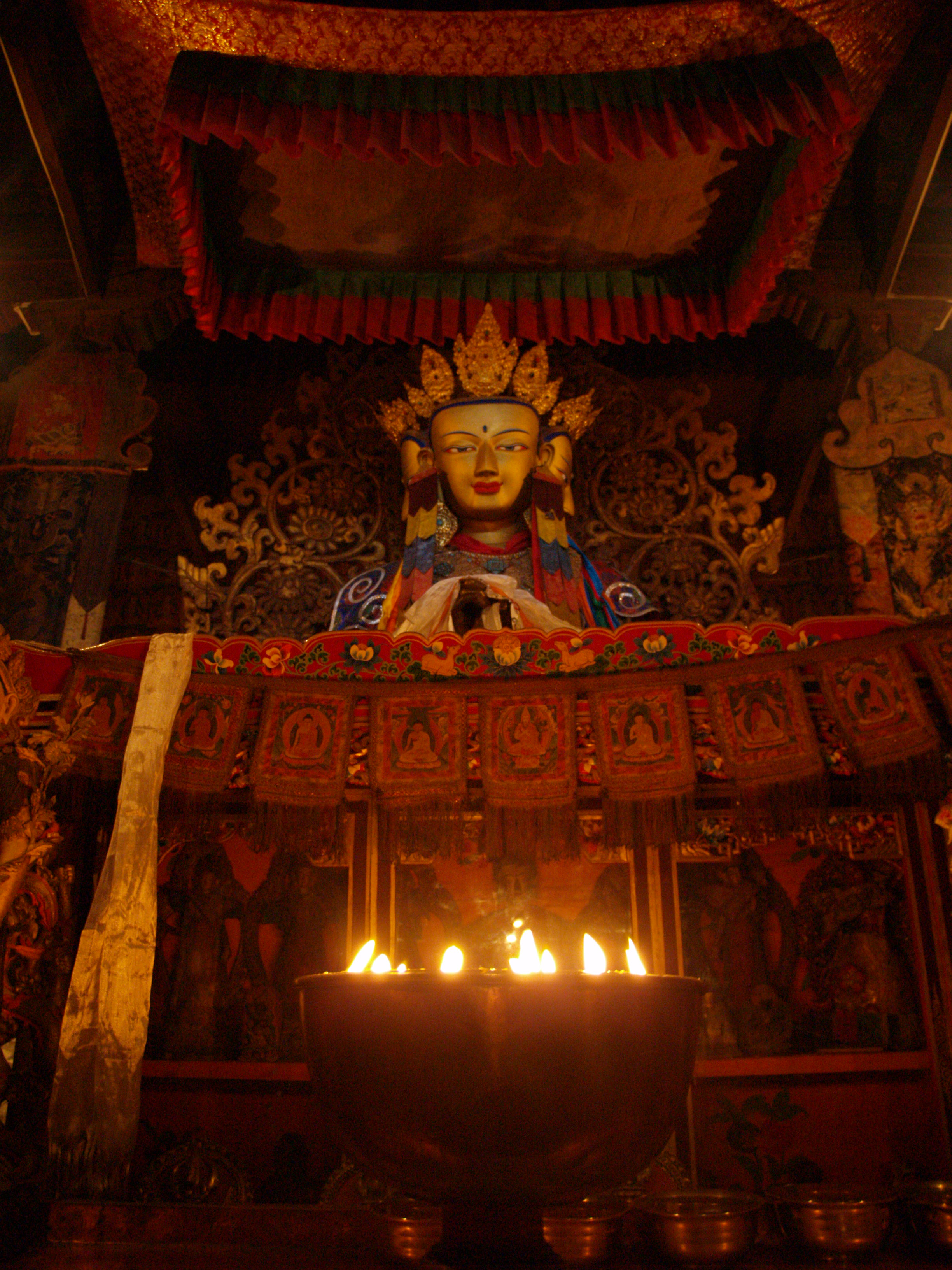
佛前的酥油灯

- 显宗壁画：可分为经变故事、佛传故事、佛本生故事三类，主要在大殿一层经堂、回廊，吉祥多门塔四层各殿及一层净土殿、兜率宫殿等殿内。
- 密宗壁画：可分为事续、行续、瑜伽续、无上瑜伽续四类，主要据《成就法海》、《吉祥胜》、《金刚顶经》、《文殊室利根本仪轨经》、《不空羂索仪轨》、《莲花网鬘》、《金刚藏庄严经》等密宗四部经典及仪轨绘制。主要分布在大殿一层东、西法王殿、金刚界殿、三层无量宫殿，以及吉祥多门塔一至五层的佛殿内。密宗壁画是白居寺壁画的主要题材，均为坛城和诸佛菩萨画像。其中，三层无量宫殿的坛城壁画主要有：身语意时轮大坛城、吉祥密集阿閦佛大坛城、卓式吉祥净摩敌大坛城、阿閦佛部吉祥密集文殊金刚大坛城、热氏阎魔敌大坛城、如来部吉祥红色阎魔敌十三尊大坛城、身部忿怒阎魔敌六面文殊大坛城、吉祥空行海大坛城、路夷波式吉祥胜乐大坛城、五空行大坛城、比瓦巴式呼金刚大坛城、幻化胜乐诸佛加行大坛城、大日如来部四位续所述大坛城、金刚界坛城。吉祥多门塔底层至塔幢的各殿内绘制诸佛菩萨画像27529身：一层绘2423身，二层绘1542身，三层绘3400身，四层绘1278身，五层绘18886身，横斗绘321身，十三法轮绘677身，塔幢绘127身。
- 历史人物壁画：主要有印度、西藏各派传承及高僧、译师、法王等人物。主要分布在大殿二层道果殿，以及吉祥多门塔四层各佛殿。其中，道果殿的壁画主要据《佛本生经》、《弥勒上生经》、《大悲莲花经》、《华严经》等佛经绘制，内容是88位大成就者与八思巴、忽必烈会面的场景。[2]

根据白居寺壁画的题记，寺塔壁画主要是由后藏拉孜县、康马县、拉萨尼木县的艺术家们创作。以拉孜画家为首的“拉堆画风”简朴稚拙、自由奔放，以康马县乃宁画家为首的“乃宁画风”与拉萨“尼木画风”融合，充满生机，成为14到15世纪藏传佛教艺术趋于成熟时期的代表作。 

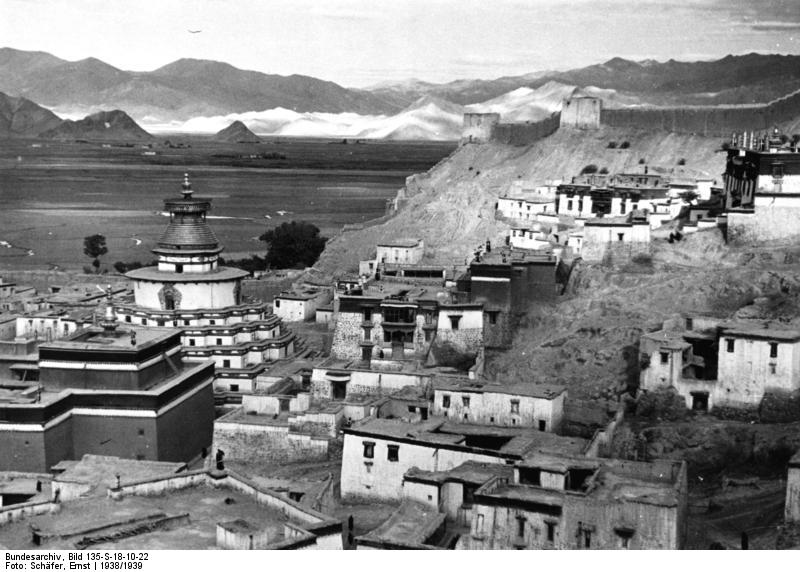
1938年的白居寺
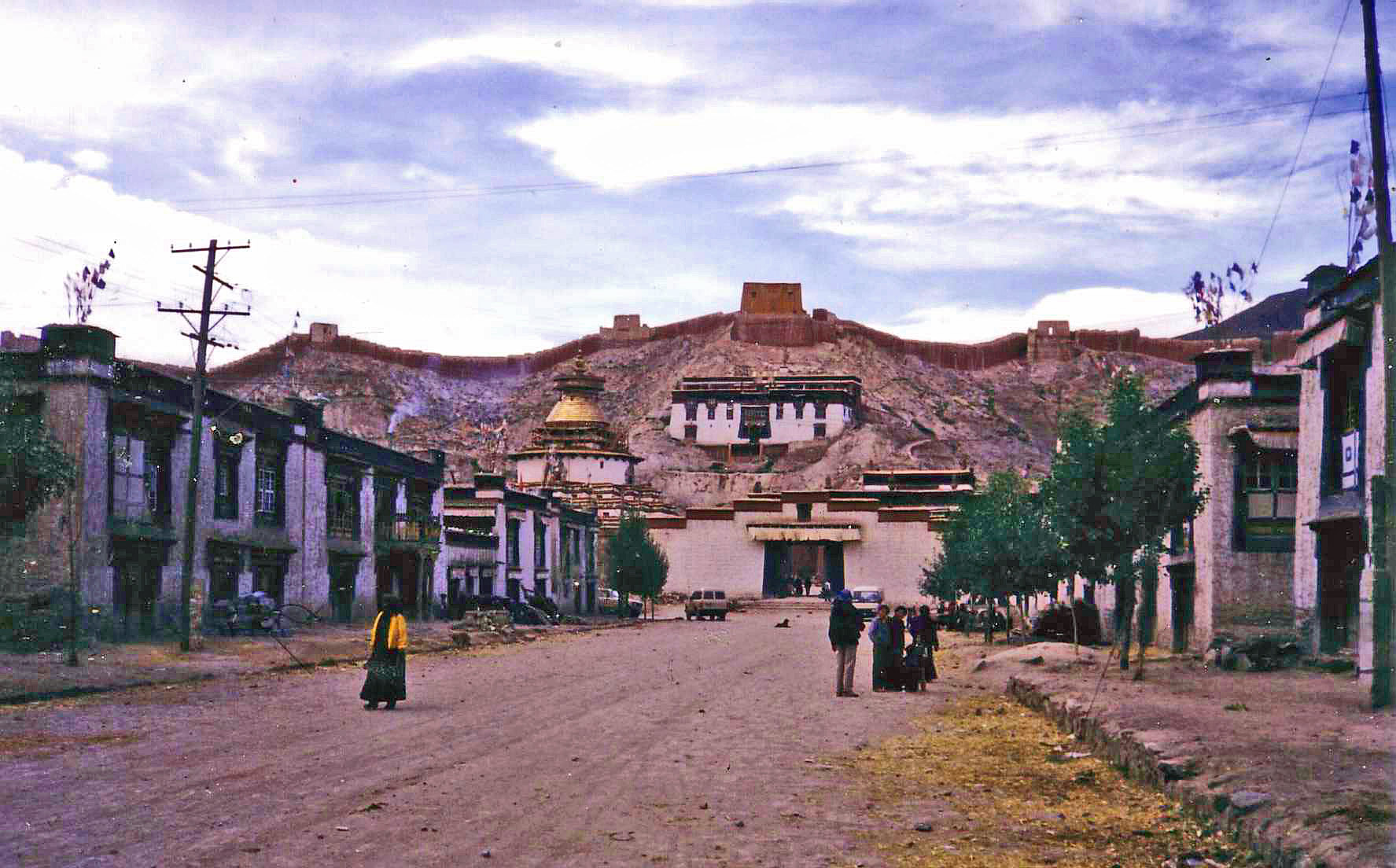
1993年的白居寺
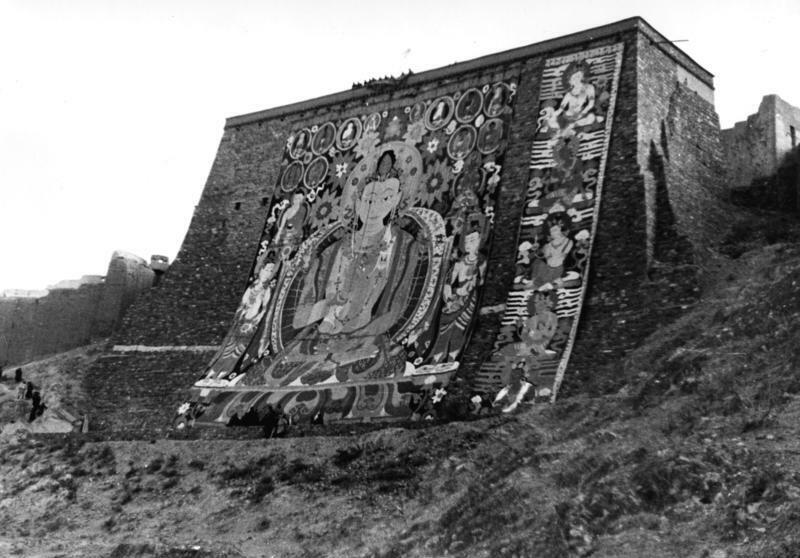
1938年白居寺展佛
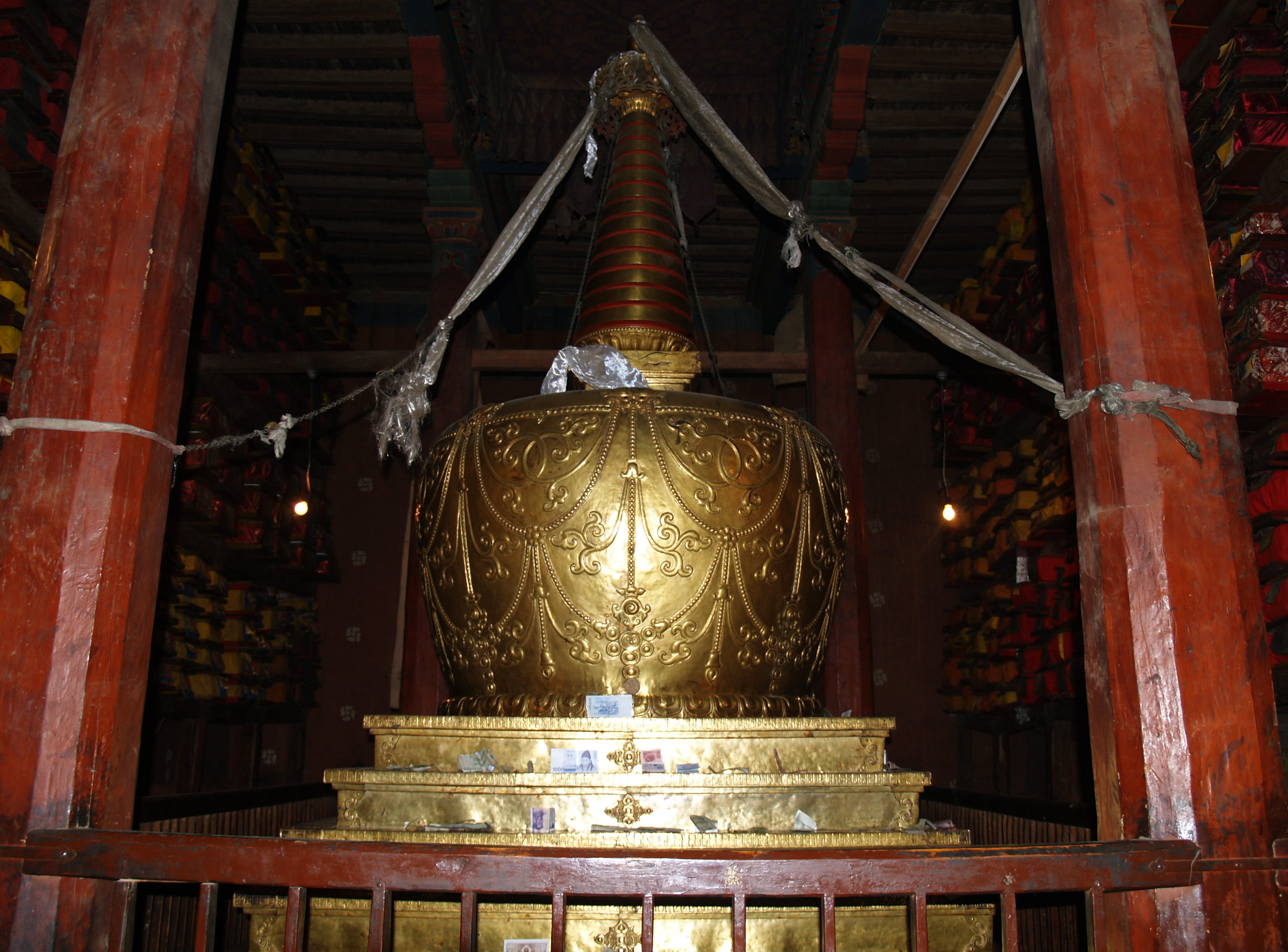
白居寺殿内的塔